# Eleccions legislatives daneses de 1906
Les eleccions legislatives daneses de 1906 se celebraren el 25 de maig de 1906. El més votat fou el Venstre, qui formà govern dirigit per Jens Christian Christensen.
| Partit               | Líder        | Vots   | %     | Escons | +/-   |       |
| -------------------- | ------------ | ------ | ----- | ------ | ----- | ----- |
| Venstre              |              | 98.501 |       | 57     | -16   |       |
| Socialdemokratiet    |              | 76.512 |       | 24     | +8    |       |
| Højre                |              | 64.204 |       | 12     | +0    |       |
| Det Radikale Venstre |              | 41.460 |       | 11     | +11   |       |
| Venstre Moderats     |              | 20.487 |       | 9      | -3    |       |
| Altres               |              |        |       | 1      | +0    |       |
| Total                | Total        |        |       | 114    |       |       |
| Participació         | Participació | 69,7   | 69,7  | 69,7   | 69,7  | 69,7  |
| Font                 | Font         | [ 1 ]  | [ 1 ] | [ 1 ]  | [ 1 ] | [ 1 ] |